# Südwest-Inseln (Palau)
Südwest-Inseln (englisch Southwest Islands) nennt sich eine Inselregion der pazifischen Inselrepublik Palau, die aus 6 kleinen Inseln bzw. Atollen besteht, welche über eine Meeresfläche von 39.000 km² verstreut sind. Sie liegen zwischen 350 und 600 Kilometer südwestlich von Babeldaob, der größten Insel der Palauinseln, zu denen die Inseln der Südwestgruppe allerdings nicht zählen.
Die nördlichen vier Südwest-Inseln (Fanna, Dongosaro, Pulo Anna, Merir) bilden den palauischen Staat Sonsorol, die beiden südlichen (Tobi und das Helen-Riff) den palauischen Staat Hatohobei.
Auf den Inseln der Südwestgruppe mit einer aggregierten Landfläche von sechs Quadratkilometern leben insgesamt 62 Menschen (Zensus 2000).